# You Know What to Do
«You Know What to Do» (с англ. — «Ты знаешь, что делать») — одна из первых песен, написанных и исполненных Джорджем Харрисоном вместе с группой «Битлз». Песня была записана 3 июня 1964 года, но вышла лишь в 1995 году на альбоме Anthology 1.

## История песни
3 июня 1964 года группа планировала записать четырнадцатую песню для своего альбома A Hard Day’s Night (достоверно неизвестно, какую именно). Однако, их планы были нарушены госпитализацией Ринго Старра, который серьёзно простудился. Поскольку на следующий день было запланировано начало шестимесячного мирового турне, участники группы были вынуждены срочно искать ему замену. В результате часть студийного времени ушла на прослушивание Джимми Никола, кандидатура которого была в итоге утверждена. В оставшееся время было решено записать демоверсии нескольких песен, написанных различными участниками «Битлз»: «No Reply» Джона Леннона (эта песня позже вошла в альбом Beatles For Sale), «It’s for You» Пола Маккартни (песня была написана для Силлы Блэк и позже в её исполнении стала хитом), и «You Know What To Do» Джоджа Харрисона. Однако, плёнка с данными записями была утеряна, а затем обнаружена лишь в 1993 году.
Данная песня стала вторым вкладом Харрисона в творчество группы (после песни «Don't Bother Me»). Следующая его песня («I Need You») была записана лишь 15 февраля 1965. На вопрос о причине такой редкости появления песен Харрисона Джордж Мартин в 1965 году ответил так: «[Харрисон] ещё какое-то время тому назад был сильно смущён из-за того, что никому из нас не нравилось что-либо из того, что он написал».
Вместе в демоверсией «No Reply» (записанной в тот же день) песня «You Know What to Do» вошла в альбом Anthology 1 (1995 год).

## Участники записи
Достоверный состав участников записи неизвестен; не исключено, что все партии мог исполнять сам Харрисон. Однако, более правдоподобным представляется следующий состав:
- Джордж Харрисон — вокал, ритм-гитара;
- Джон Леннон — бубен
- Пол Маккартни — бас-гитара